# Eupyrrhoglossum sagra
Eupyrrhoglossum sagra (tên tiếng Anh Cuban Sphinx) là một loài bướm đêm thuộc họ Sphingidae. Loài này có ở vùng đất thấp nhiệt đới và cận nhiệt đới ở Cuba và từ México và Belize tới Guatemala, Costa Rica, Bolivia, Paraguay, Argentina và Uruguay. Đôi khi, người ta thấy các con bay lạc tận Florida.
Sải cánh khoảng 51–53 mm. 
Cá thể trưởng thành có lẽ mọc cánh quanh năm ở vùng nhiệt đới. Cá thể trưởng thành được thấy quanh năm (ngoại trừ tháng 3) ở Costa Rica. Ở Venezuela, cá thể trưởng thành được thấy vào tháng 4.
Ấu trùng ăn các loài Rubiaceae, bao gồm Guettarda macrosperma, Guettarda scabra và Chomelia spinosa.

## Hình ảnh

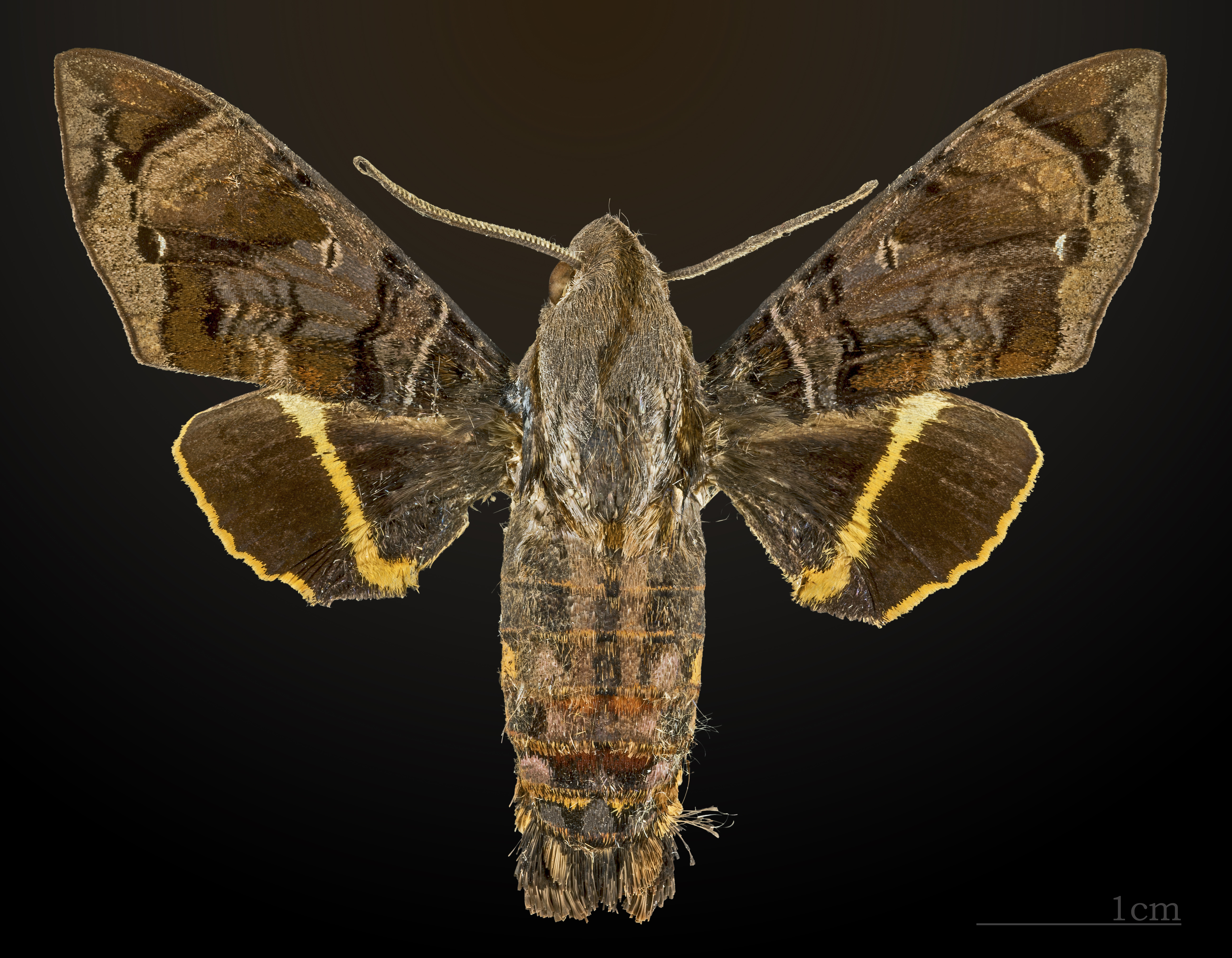
♂
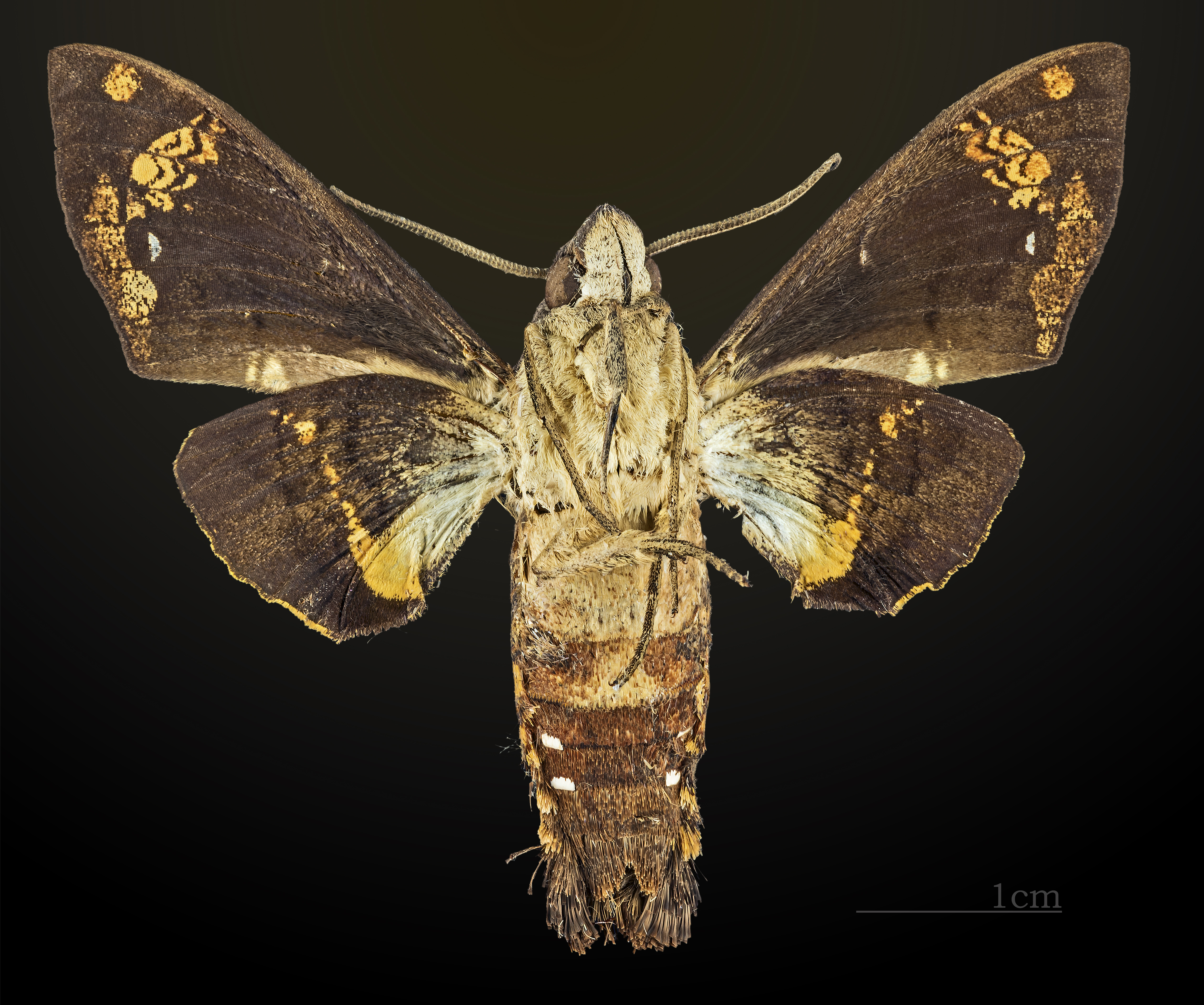
♂ △
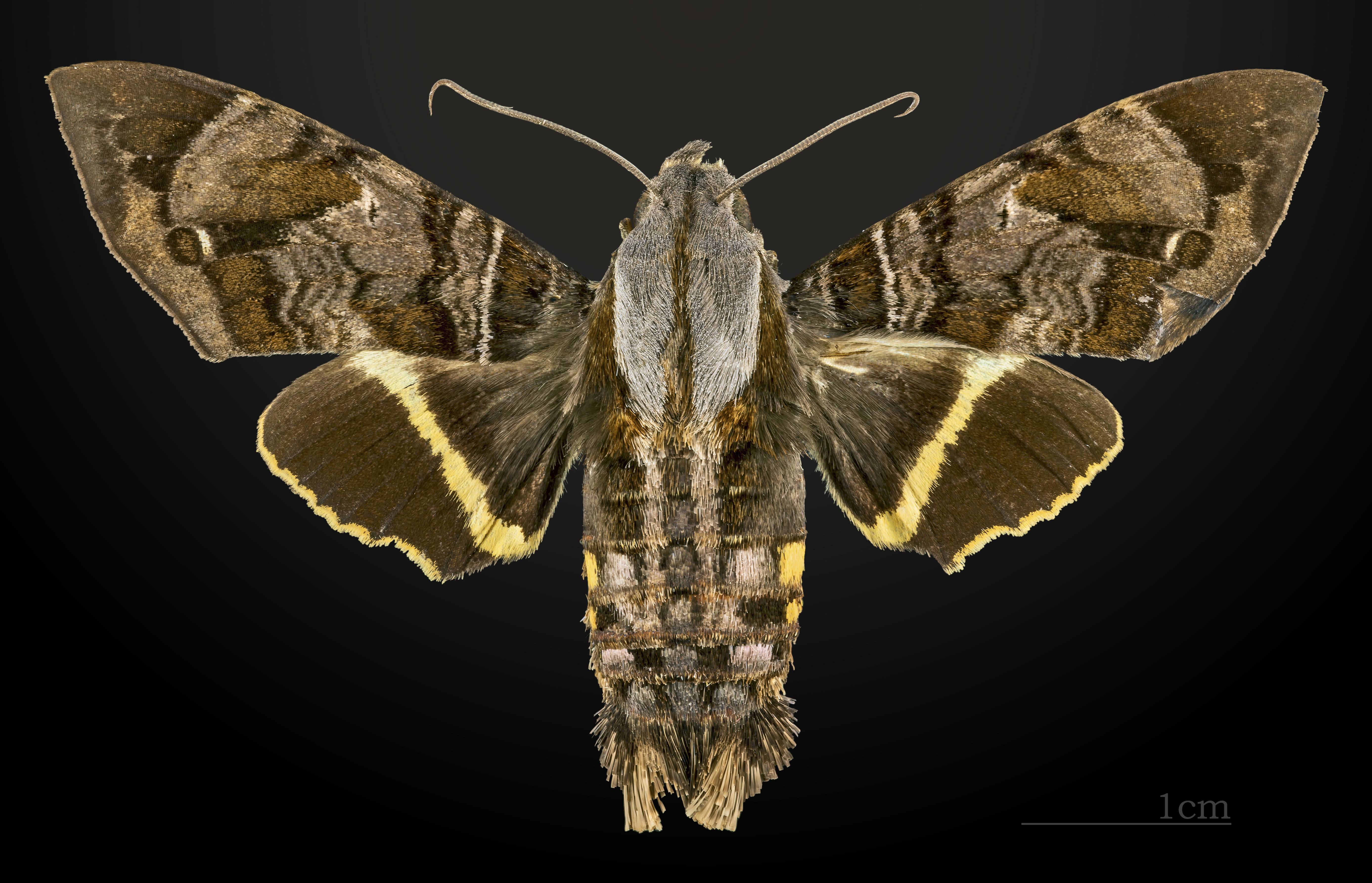
♀
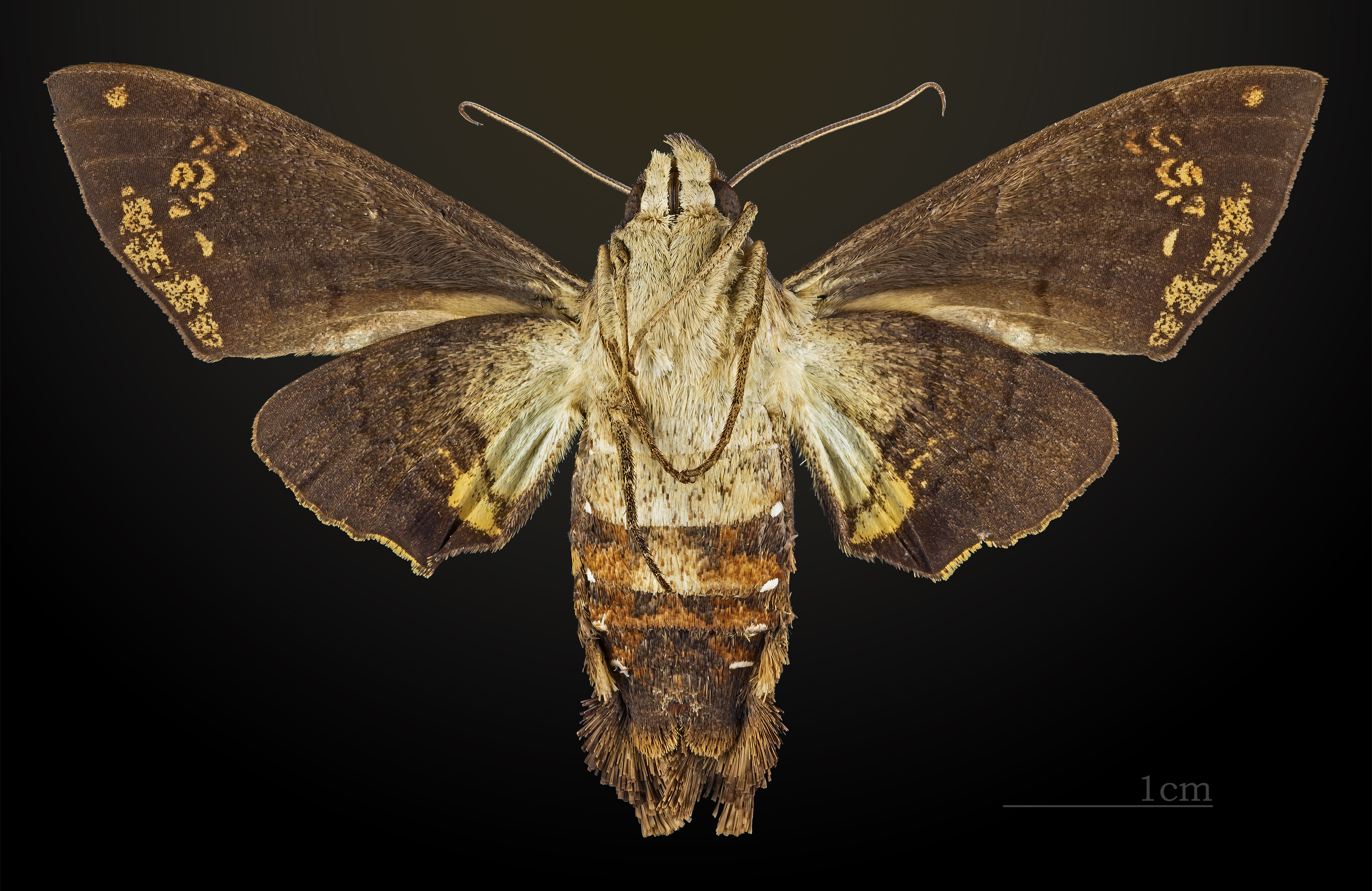
♀ △

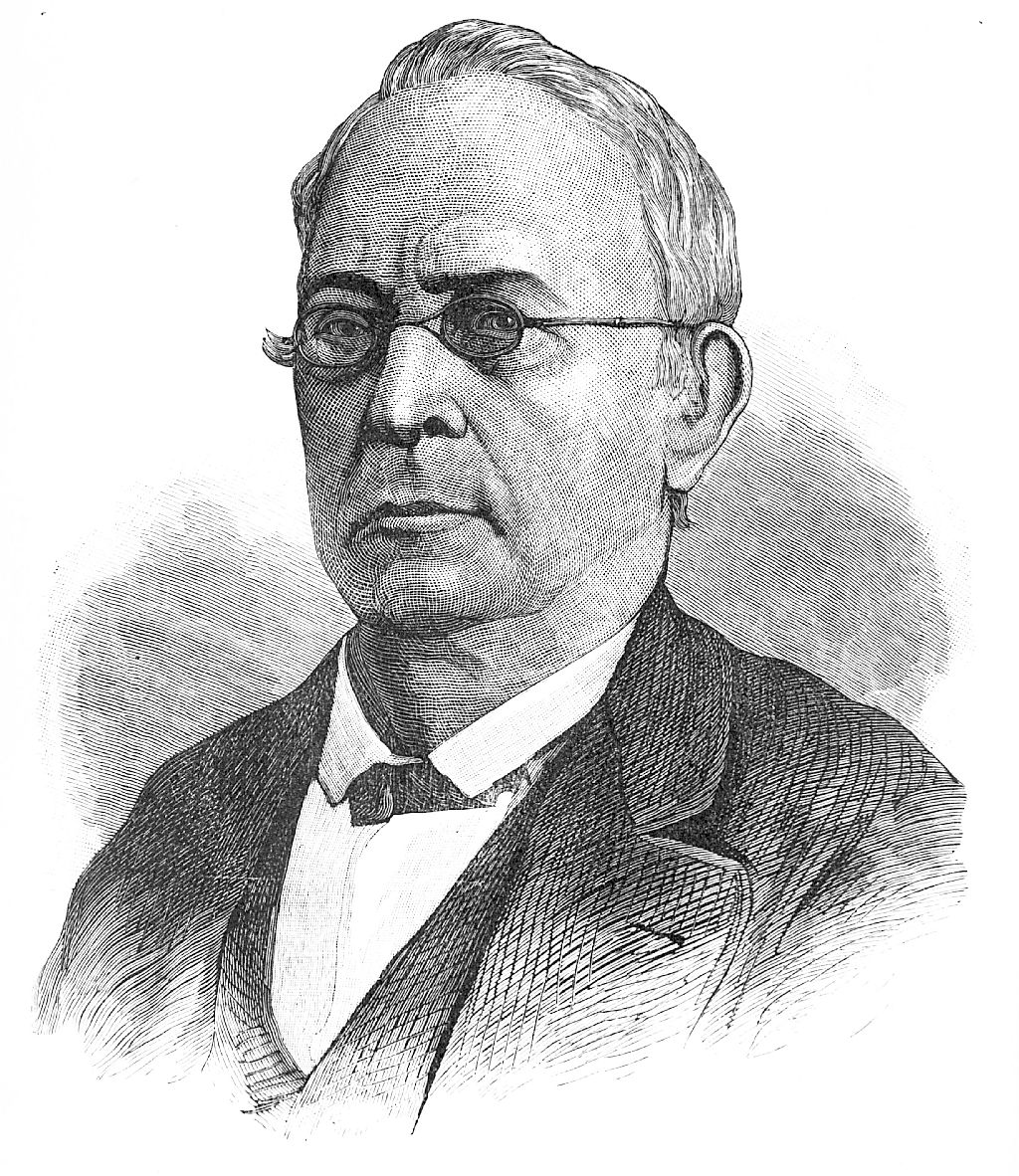
Felipe Poey